# 金花街道
金花街道是中国广东省广州市荔湾区下辖的一个街道,位于荔湾区中部。辖区总面积1.13平方公里，东至人民北路，南至中山七路、龙津中路，西至荔湾路，北至西华路，下辖12个社区，常住人口8.5万人，户籍人口5.3万人。

## 行政区划
金花街道下辖以下社区：
三甫社区、桃源社区、锦绣社区、和安社区、蟠虬社区、吉祥社区、隆庆社区、龙源社区、世纪社区、陈家祠社区、小梅社区和林苑社区。

## 景点
- 羊城新八景之一的“古祠留芳”——陈家祠
- “广州三石”之一的 “浮丘石”
- 始建于明代崇祯年间的“斗姥宫”

## 交通

### 地铁
- █广州地铁1号线：陈家祠站
- █广州地铁8号线：陈家祠站

### 主要道路
人民北路、中山七路、康王北路

## 教育

### 中小学校
- 广州市交通高级技工学校
- 广州市第四中学高中部锐园校区
- 广州市第四中学初中部雁园校区
- 广州市南海中学初中部
- 广州市荔湾区芦荻西小学

### 幼儿园
- 广州市荔湾区桃源幼儿园
- 广州市荔湾区金花幼儿园
- 广州市荔湾区兴龙幼儿园

## 政务中心
- 广州市荔湾区金花街道政务服务中心

## 商业综合体
- 1906科技园扬韬广场
- 力迅西关雅筑